# Pomnik Karola Marcinkowskiego w Poznaniu (I LO)
Pomnik Karola Marcinkowskiego przy I LO – pomnik zlokalizowany w Poznaniu przy ul. Bukowskiej, na terenie I LO, upamiętniający Karola Marcinkowskiego – patrona szkoły.
Obiekt został zaprojektowany przez Wiesława Koronowskiego z poznańskiego Uniwersytetu Artystycznego. Zamontowano go 8 maja 2005, a odsłonięto 14 maja tego samego roku o godz. 17.00. Inicjatorem powstania było Stowarzyszenie Wychowanków Gimnazjum i Liceum im. Karola Marcinkowskiego. Odsłonięcie poprzedzała msza w pobliskim kościele św. Michała Archanioła przy ul. Stolarskiej.
Rzeźba wykonana jest metodą traconego wosku i przedstawia Marcinkowskiego w pozie siedzącej, odpoczywającego na dużym głazie, jakby w drodze od jednego pacjenta do drugiego, o czym świadczą buty do jazdy konnej i lekarski neseser podróżny.
Karol Marcinkowski posiada w Poznaniu dwa pomniki – drugi przy Alejach Marcinkowskiego. Nie jest jedyną postacią w mieście upamiętnioną poprzez dwa monumenty. Drugą z nich jest Adam Mickiewicz, którego pomniki znajdują się przy Placu Mickiewicza i na dziedzińcu PTPN.
W pobliżu pomnika Marcinkowskiego stoi pomnik Tadeusza Kościuszki, a także historyczne gmachy – Collegium Chemicum, Muzeum Wiedzy o Środowisku, Osiedle Vesty.